# Xaltipa, Xilitla
Xaltipa är en ort i Mexiko.   Den ligger i kommunen Xilitla och delstaten San Luis Potosí, i den sydöstra delen av landet, 210 km norr om huvudstaden Mexico City. Xaltipa ligger 165 meter över havet och antalet invånare är 264.
Terrängen runt Xaltipa är kuperad österut, men västerut är den bergig. Xaltipa ligger nere i en dal. Runt Xaltipa är det tätbefolkat, med 476 invånare per kvadratkilometer. Närmaste större samhälle är Tamazunchale, 17,1 km sydost om Xaltipa. I omgivningarna runt Xaltipa växer i huvudsak städsegrön lövskog.